# Тераса (фізична географія)

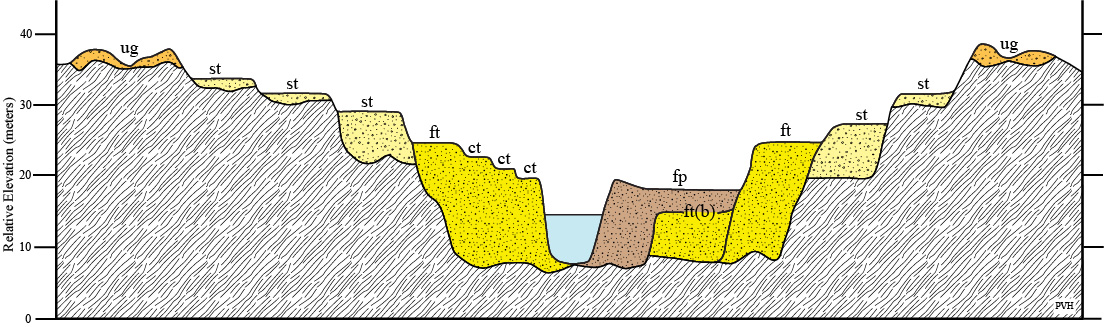
Гіпотетичний перетин долини, що ілюструє складну послідовність акумулятивних та деградаційних терас.

Тера́са (фр. terrasse) — форма рельєфу, що являє собою горизонтальну чи злегка похилу площину з майже рівними поверхнями, обмежовану  уступом (-ами) на схилах річок, на узбережжі морів, що розташовані один над одним і показують рівень води в минулому.
На земній поверхні тераси бувають:
- річковими;
- озерними;
- морськими.

За іншою класифікацією – акумулятивні, ерозійні, цокольні та корінні Т. 
Крім того, є Т. нагірні (гольцові), соліфлюкційні (натічні), зсувні, лугові тераси та інш.
Часто Т. розташовуються в декілька ярусів один над одним, що є результатом ряду циклів акумуляції та розмиву в житті річки (це викликано нерівномірними тектонічними підняттями, змінами клімату, евстатичним переміщенням рівня водного басейну). Висота Т. визначається перевищенням її над рівнем води.
Їхнє утворення пов'язане з геологічною діяльністю поверхневих вод і структурними особливостями, обумовленими геологічною будовою.